# Mouloudia Club de Saïda
Pour les articles homonymes, voir Mouloudia Club et Saïda.
Cet article concerne section de football. Pour section de handball, voir Mouloudia Club de Saïda (handball).
Maillots
Actualités
Dernière mise à jour : 28 mars 2025.
Le Mouloudia Club de Saïda (en arabe : نادي مولودية سعيدة), plus couramment abrégé en MC Saïda ou encore en MCS, est un club de football algérien fondé en 1947 et basé dans la wilaya de Saïda.

## Histoire
Le Mouloudia Club de Saïda a été créé en 1947 par unj groupe de notables de la ville à l'époque coloniale française en s'inspirant du Mouloudia Club d'Alger; d'ailleurs les fondateurs du MCS ont choisi d'adopté le même nom (Mouloudia) et les mêmes couleurs du MCA pour collaborer avec eux puisque l'objectif des deux clubs était d'affirmer l'identité sportive des Musulmans d'Algérie face aux clubs détenus par les Européens d'Algérie.

## Résultats sportifs

### Palmarès
| Compétitions nationales                                                                                 | Compétitions internationales |
| --- | --- |
| - Coupe d'Algérie (1) - Vainqueur : 1965. - Ligue 2 (2) - Champion : 2010. - Champion Gr. ouest : 1986. | - Coupe d'Afrique du Nord |
| Distinctions personnelles                                                                               | Autres compétitions |
| | - Championnat d'Oranie de 1re division (1) - Champion Gr. A : 1951. - Championnat d'Oranie de promotion 1re division (1) - Champion Gr. 3 : 1950. - Championnat de District de Mascara (1) - Champion : 1949. |

### Palmarès des jeunes
(U16)
- Coupe d'Algérie Cadets
  - Finaliste : 2018.

## Parcours
Le Mouloudia Club de Saïda était l'un des plus grands clubs de l'ouest algérien au début de l'indépendance, avec sa présence pendant cinq (5)  années consécutives en Nationale I, et le premier titre de Coupe d'Algérie gagné par un club de l' ouest du pays en 1965 contre l'ES Mostaganem.(2 - 1).
Dès la fin des années 1960, la gloire du club s'est éteinte peu à peu, et passe 5 ans puis 11  autres années dans l'enfer des divisions inférieures, malgré une accession en 1986.
Lors de la saison 2006-2007, le club est promu après 20 ans d'absence, ne pouvant retenir ses meilleurs éléments avec qui il réalise la plus belle saison de son histoire en 2007-2008, se voit rétrogradé en 2009, saison durant laquelle il connaît d’innombrables difficultés, notamment financières.
En 2010, le club réussit encore à se hisser en D1, et aura l'honneur de figurer parmi les 16 clubs du nouveau championnat professionnelle d'Algérie appelé Ligue 1 professionnelle. Le MCS réédite l'exploit de la saison 2007-2008, et termine 6e au classement général. Néanmoins, l'année suivante voit l'équipe être rétrogradée en Ligue 2, surtout après les incidents graves (envahissement du terrain et agression de l'équipe adverse par les supporteurs) survenues lors du match MCS-USMA, comptant pour la 25e journée, et à la suite de cela, le club s'est vu infligé huit matches de suspension de terrain assorties du huis clos avec domiciliation à l’extérieur de la Wilaya ainsi qu’une amende de 200 000 Dinars Algériens[réf. souhaitée]. Depuis, le club évolue en Ligue 2 algérienne.

### Classement en championnat d'Algérie par année
- 1962-63 : C-H Gr. Ouest, 2e
- 1963-64 : D-H Gr. Ouest, 3e
- 1964-65 : D1, 8e
- 1965-66 : D1, 9e
- 1966-67 : D1, 9e
- 1967-68 : D1, 8e
- 1968-69 : D1, 12e
- 1969-70 : D2 Gr. Ouest, 10e
- 1970-71 : D2 Gr. Ouest, 9e
- 1971-72 : D2 Gr. Ouest, 2e
- 1972-73 : D2 Gr. Ouest, 2e
- 1973-74 : D2 Gr. Ouest, 2e
- 1974-75 : D1, 14e
- 1975-76 : D2 Gr. Ouest, 6e
- 1976-77 : D2 Gr. Ouest, 5e
- 1977-78 : D2 Gr. Ouest, 6e
- 1978-79 : D2 Gr. Ouest, 4e
- 1979-80 : D2 Gr. Ouest, 3e
- 1980-81 : D2 Gr. Centre-Ouest, 6e
- 1981-82 : D2 Gr. Centre-Ouest, 6e
- 1982-83 : D2 Gr. Centre-Ouest, 9e
- 1983-84 : D2 Gr. Centre-Ouest, 10e
- 1984-85 : D2 Gr. Ouest, 8e
- 1985-86 : D2 Gr. Ouest, 1er
- 1986-87 : D1, 19e
- 1987-88 : D2 Gr. Ouest, 6e
- 1988-89 : D3, Régional Ouest, 3e
- 1989-90 : D3, Régional Ouest, 1er [3]
- 1990-91 : D3, Régional Ouest, 5e
- 1991-92 : D2, Gr. Ouest, 4e
- 1992-93 : D2 Gr. Ouest, 4e
- 1993-94 : D2 Gr. Ouest, 9e
- 1994-95 : D2 Gr. Ouest, 7e
- 1995-96 : D2 Gr. Ouest, 6e
- 1996-97 : D2 Gr. Ouest, 6e
- 1997-98 : D2 Gr. Ouest, 5e
- 1998-99 : D2 Gr. Ouest, 3e
- 1999-00 : D3 Gr. Ouest, 6e
- 2000-01 : D2 Gr. Centre-Ouest, 6e
- 2001-02 : D2 Gr. Centre-Ouest, 7e
- 2002-03 : D2 Gr. Centre-Ouest, 6e
- 2003-04 : D2 Gr. Ouest, 6e
- 2004-05 : D2, 14e
- 2005-06 : D2, 7e
- 2006-07 : D2, 3e
- 2007-08 : D1, 6e
- 2008-09 : D1, 16e
- 2009-10 : D2, 1er
- 2010-11 : Ligue 1, 6e
- 2011-12 : Ligue 1, 16e
- 2012-13 : Ligue 2, 9e
- 2013-14 : Ligue 2, 12e
- 2014-15 : Ligue 2, 6e
- 2015-16 : Ligue 2, 11e
- 2016-17 : Ligue 2, 8e
- 2017-18 : Ligue 2, 8e
- 2018-19 : Ligue 2, 12e
- 2019-20 : Ligue 2, 11e
- 2020-21 : Ligue 2 Gr. Ouest, 5e
- 2021-22 : Ligue 2 Centre-Ouest, 7e
- 2022-23 : Ligue 2 Centre-Ouest, 14e
- 2023-24 : D3, Inter-régions Ouest, 1er
- 2024-25 : Ligue 2 Centre-Ouest, 9e

### Parcours du MC Saïda en coupe d'Algérie
| Saison  | Tour              | Matchs                     | Résultats                  |
| ------- | ----------------- | -------------------------- | -------------------------- |
| 1962-63 | 1/4 finale        | USM Sétif                  | 1-0                        |
| 1963-64 | 1/8 finale        | MO Constantine             | 4-1                        |
| 1964-65 | Vainqueur         | ES Mostaganem              | 2-1                        |
| 1965-66 | 1/4 finale        | RC Kouba                   | 1-0                        |
| 1966-67 | 1/32 finale       | RC Oran                    | 1-1 ap (aux corners 4 - 5) |
| 1967-68 | 1/32 finale       | Nadjah AC                  | 3-1 a.p                    |
| 1968-69 | 1/32 finale       | CC Sig                     | 2-1                        |
| 1969-70 | 1/16 finale       | GC Mascara                 | 2-1                        |
| 1970-71 | 1/2 finale        | MC Alger                   | 1-1 ap (aux corners 3 - 5) |
| 1971-72 | ?                 | ?                          | ?                          |
| 1972-73 | 1/8 finale        | MC Alger                   | 1-0                        |
| 1973-74 | ?                 | ?                          | ?                          |
| 1974-75 | 1/32 finale       | USM Bel Abbès              | 2-0                        |
| 1975-76 | 1/32 finale       | SA Mohamadia               | 2-1                        |
| 1976-77 | 1/32 finale       | IRB Sougueur               | 2-2                        |
| 1977-78 | 1/16 finale       | WRB Meftah                 | 1-0                        |
| 1978-79 | ?                 | ?                          | ?                          |
| 1979-80 | 1/8 finale        | JE Tizi Ouzou              | 2-0                        |
| 1980-81 | 1/16 finale       | ES Guelma                  | 1-0                        |
| 1981-82 | 1/32 finale       | CC Sig                     | 3-2                        |
| 1982-83 | ?                 | ?                          | ?                          |
| 1983-84 | ?                 | ?                          | ?                          |
| 1984-85 | 1/32 finale       | MC Oran                    | 3-2 a.p                    |
| 1985-86 | 1/16 finale       | ES Sétif                   | 4-2                        |
| 1986-87 | 1/16 finale       | ASM Oran                   | 2-0                        |
| 1987-88 | 1/64 finale       | CRB Sidi M'hammed Benaouda | 0-0 t.a.b 3-1              |
| 1988-89 | 1/32 finale       | WA Tlemcen                 | 2-0                        |
| 1989-90 | non joué          | N.J                        | N.J                        |
| 1990-91 | 1/16 finale       | AS Ain M'lila              | 1-0                        |
| 1991-92 | ?e T.R            | ?                          | ?                          |
| 1992-93 | non joué          | N.J                        | N.J                        |
| 1993-94 | 1/32 finale       | USM El Harrach             | 1-0                        |
| 1994-95 | ?e T.R            | ?                          | ?                          |
| 1995-96 | 1/4 finale        | HB Chelghoum.L             | 2-0                        |
| 1996-97 | 1/8 finale        | WA Tlemcen                 | 1-0                        |
| 1997-98 | ?e T.R            | ?                          | ?                          |
| 1998-99 | 1/8 finale        | MC Alger                   | 2-0                        |
| 1999-00 | 1/8 finale        | WA Tlemcen                 | 1-0                        |
| 2000-01 | ?e T.R            | ?                          | ?                          |
| 2001-02 | Avant Dernier T.R | RCB Oued R'hiou            | 2-2 t.a.b                  |
| 2002-03 | Avant Dernier T.R | US Remchi                  | 1-0                        |
| 2003-04 | 1/8 finale        | ASB Maghnia                | 0-0 ap (aux t.a.b 3 - 4)   |
| 2004-05 | 1/16 finale       | US Chaouia                 | 1-0                        |
| 2005-06 | 1/16 finale       | RC Kouba                   | 3-2                        |
| 2006-07 | 1/32 finale       | USM Alger                  | 1-0                        |
| 2007-08 | 1/8 finale        | JSM Bejaia                 | 1-1 ap (aux t.a.b 1 -3)    |
| 2008-09 | 1/16 finale       | ES Sétif                   | 1-0                        |
| 2009-10 | 1/16 finale       | ES Sétif                   | 1-0                        |
| 2010-11 | 1/4 finale        | USM El Harrach             | 1-0                        |
| 2011-12 | 1/8 finale        | CR Belouizdad              | 0-0 ap (aux t.a.b 4 - 5)   |
| 2012-13 | 1/64 finale       | JSM Tiaret                 | 2-0                        |
| 2013-14 | 1/8 finale        | JS Kabylie                 | 1-0                        |
| 2014-15 | 1/16 finale       | CRB Ain Fakroun            | 1-0 a.p                    |
| 2015-16 | 1/64 finale       | ARB Ghriss                 | 1-1 ap (t.a.b 2 - 4)       |
| 2016-17 | 1/8 finale        | CR Belouizdad              | 1-1 ap (t.a.b 4 - 5)       |
| 2017-18 | 1/16 finale       | DRB Tadjenanet             | 2-1                        |
| 2018-19 | Avant Dernier T.R | GC Mascara                 | 3-2                        |
| 2019-20 | Dernier T.R       | NRB Lardjem                | 0-1                        |
| 2020-21 | non joué          | N.J                        | N.J                        |
| 2021-22 | non joué          | N.J                        | N.J                        |
| 2022-23 | Dernier T.R       | CRB Laayoune               | 0-1                        |
| 2023-24 | Avant Dernier T.R | IS Tighennif               | 0-1                        |
| 2024-25 | Dernier T.R       | JSM Tiaret                 | 1-2                        |

### Statistiques Tour atteint
Le MC Saïda a été éliminé aux tours régionaux 11 fois et atteint les tours finaux 40 fois.
| Édition | 1er tour | 2e tour | 3e tour | 4e tour | 64e de finale | 32e de finale | 16e de finale | 8e de finale | Quart de finale | Demi-finale | Finale | Champion |
| ------- | -------- | ------- | ------- | ------- | ------------- | ------------- | ------------- | ------------ | --------------- | ----------- | ------ | -------- |
| 55-17   | -        | -       | 04      | 03      | 03            | 11            | 11            | 12           | 04              | 01          | 00     | 01       |

### Participation internationale
Le Mouloudia Club de Saïda n'a jamais participé à une compétition internationale.

## Bilan sportif: crée le bilan saisons
| Compétition     | Saisons | Titres | J   | G   | N   | P   | Bp  | Bc  | Diff. |
| --------------- | ------- | ------ | --- | --- | --- | --- | --- | --- | ----- |
| Ligue 1         | 13      | -      | 316 | 85  | ... | ... | 330 | ... | ...   |
| Ligue 2         | 45      | 2      | ... | ... | ... | ... | ... | ... | ...   |
| Division 3      | 5       | 2      | 146 | 84  | 41  | 27  | 193 | 87  | +116  |
| Coupe d'Algérie | 59      | 1      |     |     |     |     |     |     |       |
| Total           | 63      | 1      | ... | ... | ... | ... | ... | ... | ...   |

## Personnalités du club

### Joueurs emblématiques
Les plus anciens :
Ait Hami abdenbi* Amara Said * Tlemçani Mohamed * Sahraoui abd-El-Krim * Kadi Kerroum (Bouboul) * Moumni Boufeldja * Benalioua
- Allouche Mohamed * Mokri Ahmed * Bourehla Mohamed * Moumni Abd-El-Kader (dit Kader) * Bouziane * Kebaili

| Gardiens de buts : - Belksir Abdellah - Zimmerman - Belhamri Allel - Belhamri Ali - Amara Ali - Goumid - Bahmed Abdelkrim Défenseurs : - Muro Alberto - Ouis Amar - Hamadi Allili - Bahloul Mohamed - Abdelaziz Hamedi - Benaoumer - Fezza Ahmed - Faradji Abdelkader - Rihi Ali - Boumadani (Mamouche) - Rahai Lakhdar - Nadri - Fezza Benaoumer (dit Spartacus) - Ouardas Mohamed - Guerroudj Hamza - Sahraoui Kerroum - Magharbi Mohamed | Milieux de terrain : - Chikhi Kadda - Abid Miloud (dit Sahli) - Dahmed Ould Teguedi - Ayachi Omar - Moulay - Menni Mohamed - Abdou Rahman Dampha Attaquants : - Benhamadi Omar (dit Amiri) - Belbahri Mohamed - Fezza Kadda - Chergui - Cheikh Hamidi - Hamidi Laredj - Meddah - Karim Oudad - Abdelkrim Kerroum - Derroussi Reda - Zerrari Hasni - Menni Zagai - Kebaili - Mohamed Seguer |

Kebir joueur que vous avez oublié

### Entraîneurs
- Saïd Amara
- Hamza Guerroudj
- Touffik Rouabeh
- Mustapha Heddane
- Said Hammouche

### Présidents
- René Martinot
- Abdelkrim Djebbari
- Hamidat Hadj Abdelkrim
- Rahmoune Abdelkrim
- Belhezil Belahecene
- Yacine Benhamza
- Mohamed Khaldi
- Boualem Kafi
- Abdelkader Bouarara

## Identité du club

### Anciens noms du club
Le MCS a changé à la suite des réformes sportives son nom en Mouloudia Baladiat Saïda,(1977- 1985) et Mouloudia Charikat Saïda (1986- 1990)  mais a repris ultérieurement l'ancienne appellation Mouloudia Club de Saïda.

### Logo et couleurs
Les couleurs du MCS sont le vert, le blanc et le rouge mais le club est connu aussi pour ses maillots Verts et Rouges inspirés du Mouloudia Club d'Alger. Actuellement le MCS joue à domicile avec des maillots blancs à bandes vertes et rouges.

Ancien logo du club
Logo actuel du club

### Historique des noms officiels du club
| Mouloudia Club de Saïda (MCS) |
| ----------------------------- |

| Mouloudia Baladiat Saïda (MBS) |
| ------------------------------ |

| Mouloudia Charikat Saïda (MCS) |
| ------------------------------ |

| Mouloudia Club de Saïda (MCS) |
| ----------------------------- |

## Structures du club

### Stades
Le Stade Saïd Amara est le principal stade de la ville de Saïda. C'est là où se déroulent les matchs de l'équipe locale.
Le Mouloudia Club de Saïda depuis sa création occupait le Stade des frères Braci jusqu'à l'inauguration du Stade Saïd Amara.

## Culture populaire

### Supporteurs
Le Mouloudia Club de Saïda est le premier club de la Wilaya de Saïda et dispose d'une grande galerie au niveau de sa ville.

### Amitié et rivalité

#### Clubs amis
- Raed Chabab Kouba'